# Mandaya
Mandaya is een bestuurslaag in het regentschap Serang van de provincie Banten, Indonesië. Mandaya telt 4386 inwoners (volkstelling 2010).